# یواس‌اس موفت (دی‌دی-۳۶۲)
یواس‌اس موفت (دی‌دی-۳۶۲) (به انگلیسی: USS Moffett (DD-362)) یک کشتی بود که طول آن ۳۸۱ فوت ۱ اینچ (۱۱۶٫۱۵ متر) بود. این کشتی در سال ۱۹۳۵ ساخته شد.